# Alfred Kastler
Alfred Kastler, francoski fizik nemškega rodu, * 3. maj 1902, Guebwiller, Alzacija, Francija, † 7. januar 1984, Bandol, Francija.
Kastler je leta 1966 prejel Nobelovo nagrado za fiziko »za odkritje in razvoj optičnih postopkov pri raziskovanju Hertzovih resonanc v atomih.«